# 东棉
株式会社东棉是日本八大商社之一，现并入了大型綜合商社豐田通商株式会社。

## 历史
1920年，三井物產株式会社棉花部分立为“東洋棉花株式會社”，資本金1,250万日圓，本店在大阪市，英文社名：Toyo Menka-Kaisha, Limited。
1949年，与東洋人造丝株式会社（現東麗株式会社）共同出資设立三洋油脂工業株式会社（現三洋化成工業株式会社）。
1950年在東京証券取引所、大阪証券取引所公开上市。1951年東棉分社設立。
1970年，社名變爲株式會社東棉。
2000年与旧“豐田通商株式会社”在資本、業務提携。2006年正式并入豐田通商株式会社。